# Austrian Traffic Telematics Cluster
Der ATTC, mit vollständigem Namen Austrian Traffic Telematics Cluster, mit Sitz in Wien wurde vereinsrechtlich 2003 gegründet. Mitglieder der ATTC sind Unternehmen aus Forschung, Wirtschaft und Industrie, welche sowohl an der Weiterentwicklung als auch an der praxisnahen Umsetzung neuer Technologien auf dem Gebiet der Telematiksysteme für das Verkehrswesen arbeiten.

## Zweck
Im Mittelpunkt der Aufgaben des ATTC steht die Vertretung der Anliegen seiner Mitglieder und die Positionierung von Telematik- & Mobilitätsthemen. Hierzu wird ein Dialog zwischen Wissenschaft und unternehmerischer Praxis, Verbänden der Hochschulbildung sowie mit öffentlichen und privaten Einrichtungen eingerichtet. Es werden Vortragsveranstaltungen zur Weiterbildung der Mitglieder. und gesellschaftliche Veranstaltungen abgehalten.
ATTC talkMobility:
Mit der jährlichen Vortragsreihe ATTC talkMobility will der ATTC ein aktuelles Thema in den Mittelpunkt einer breiten Öffentlichkeit rücken, welches nicht nur für die Politik, die Wirtschaft und die Industrie selbst, sondern auch für die mobile Bevölkerung von großem Interesse ist. Dazu lädt der ATTC renommierte, nationale sowie internationale Experten und öffentliche Verantwortungsträger ein. Der Fokus liegt auf zukunftsweisenden, verkehrstechnologischen Themen. Der ATTC durfte bereits Bundesminister für Verkehr, Technologie und Innovation als Keynotespeaker begrüßen, zuletzt 2018 Herrn Norbert Hofer.
2021 publizierte der ATTC das „Trend Mobility Magazin“.

## Geschichte
Der „ATTC – Austrian Traffic Telematics Cluster“ wurde im Jahr 2003 auf Initiative der ASFINAG als Verein zur Förderung der Telematik gegründet.
So wird seit über 15 Jahren an der Weiterentwicklung als auch an der praxisnahen Umsetzung neuer Technologien auf dem Gebiet der Telematik-Systeme für das Verkehrswesen gearbeitet. Als Beispiel dafür sei die Verkehrsauskunft Österreich VAO als multi- und intermodale Verkehrsinformation- und Routingplattform genannt.
Präsidenten:
- 2003 bis Dezember 2005 Walter Hecke
- Dezember 2005 bis August 2006 Christian Trattner[3]
- September 2006 bis März 2008 Mathias Reichhold[4]
- April 2008 bis September 2017 Alois Schedl
- Oktober 2017 bis Dezember 2018 Karin Zipperer

Vorstandsvorsitzende:
- 2003 bis Dezember 2005 Wilhelm Arno Fuchs
- Jänner 2006 bis März 2011 Helmut-Klaus Schimany
- April 2011 bis Mai 2019 Josef Fiala[5]

Generalsekretäre:
- Dezember 2005 bis Oktober 2006 Peter Kudlicza
- November 2006 bis Februar 2019 Hartwig Hufnagl[6]

## Organe
Präsidium
- Präsident: Josef Fiala[7], Vorstand ASFINAG
- Vize-Präsident: Arnulf Wolfram, CEO Siemens
- Vize-Präsident: Johann Pluy[8], Vorstand ÖBB
- Präsidiumsmitglied: Valerie Hackl[9], Geschäftsführung Austro Control
- Präsidiumsmitglied: Alexandra Reinagl[10], Geschäftsführung Wiener Linien
- Präsidiumsmitglied: Karin Zipperer[11], Geschäftsführung Verkehrsverbund Ost-Region
- Präsidiumsmitglied: Anton Plimon[12], Geschäftsführung Austrian Institute of Technology
- Präsidiumsmitglied: Marcus Grausam[13], CEO A1 Telekom Austria
- Präsidiumsmitglied: Hannes Boyer[14], CEO, Thales Österreich
- Präsidiumsmitglied: Michael Götzhaber[15], Direktor für Technik, Online und neue Medien des ORF
- Präsidiumsmitglied: Michael Schuch[16], COO Swarco Holding
- Präsidiumsmitglied: Andre Laux[17], Vorstand Kapsch TrafficCom AG
- Präsidiumsmitglied: Wolfgang Pribyl[18], Geschäftsführung Joanneum Research
- Präsidiumsmitglied: Oliver Schmerold, Direktor ÖATMC
- Präsidiumsmitglied: Gernot Gollner, Leiter für OMV-Tankstellengeschäft in Österreich OMV

Vorstand
- Vorstandsvorsitzender: Martin Müllner, Programmmanager für die Verkehrsinformationsdienste der ASFINAG
- Stellvertreter des Vorstandsvorsitzender: Thomas Alexander Ruthner, Leiter der Ö3-Verkehrsredaktion ORF
- Stellvertreter des Vorstandsvorsitzender: Christian Sagmeister, Geschäftsbereichsleiter Bahnsysteme ÖBB
- Vorstand: Anna Huditz, Head of Competence Unit Transportation Infrastructure Technologies Austrian Institute of Technology
- Vorstand: Waltraud Müllner, Leiterin Forschung & Kooperationen A1 Telekom Austria
- Vorstand: Susanne Pröstl, FTI-CoordinatorWiener Linien
- Vorstand: Friedrich Zdarsky, Leiter des Geschäftsbereichs Intelligent Traffic Solutions Siemens
- Vorstand: Martin Oster, Head of Domestic Sales, Thales Österreich
- Vorstand: Gabriel Eberhart, Senior Expert Brand Development Car Products OMV
- Vorstand: Helmut Beigl, Operations Manager ÖATMC
- Vorstand: Martin Linauer, Head of Innovation Kapsch TrafficCom AG
- Vorstand: Alexander Sauter, Director New Ventures & Business Development Austro Control
- Vorstand: Helmut Wiedenhofer, Prokurist Joanneum Research
- Vorstand: Florian Kogelbauer, Geschäftsführer Swarco Holding
- Vorstand: Stefan Mayr, Geschäftsführung Verkehrsauskunft Österreich GesmbH

Generalsekretär
- Lukas Kasalo, Assistent des Vorstands der ASFINAG

## Ehrenmitglieder
- Hartwig Hufnagl
- Helmut-Klaus Schimany
- Mathias Reichhold
- Walter Hecke
- Christian Trattner